# Galina Shamrai
Galina Yakovlevna Shamrai, née le 5 octobre 1931 à Tachkent (RSS d'Ouzbékistan) et morte le 12 février 2022 à Moscou, est une gymnaste artistique soviétique.
Elle est mariée au footballeur Anatoli Iline.

## Palmarès

### Jeux olympiques
- Helsinki 1952
  -  médaille d'or au concours par équipes
  -  médaille d'argent aux exercices d'ensemble avec agrès portatifs par équipes

### Championnats du monde
- Rome 1954
  -  médaille d'or au concours par équipes
  -  médaille d'or au concours général individuel
  -  médaille d'argent aux barres asymétriques